# کوه تریدر
کوه تریدر (به انگلیسی: Tresidder Peak) یک کوه در ایالات متحده آمریکا است که در شهرستان ماریپوزا، کالیفرنیا واقع شده‌است.